# Чернецы (Смоленская область)
Чернецы — деревня в Новодугинском районе Смоленской области России. Входит в состав Новодугинского сельского поселения. Население — 9 жителей (2007 год). 
Расположена в северо-восточной части области в 0,5 км к северу от Новодугина, в 3 км восточнее автодороги Р134 «Старая Смоленская дорога» Смоленск — Дорогобуж — Вязьма — Зубцов. В 2 км юго-восточнее деревни расположена железнодорожная станция Новодугино на линии Вязьма — Ржев. 

## История
В годы Великой Отечественной войны деревня была оккупирована гитлеровскими войсками в октябре 1941 года, освобождена в марте 1943 года.